# Latillé
Latillé é uma comuna francesa na região administrativa da Nova Aquitânia, no departamento de Vienne. Estende-se por uma área de 25,17 km². Em 2010 a comuna tinha 1 479 habitantes (densidade: 58,8 hab./km²).